# Desire (Tuxedomoon)
| Recensione   | Giudizio |
| ------------ | -------- |
| AllMusic     |          |
| Sputnikmusic |          |

Desire è il secondo album in studio del gruppo post-punk statunitense Tuxedomoon, pubblicato nel 1981 dalla Ralph Records. Nel 1987 venne pubblicato da parte dell'etichetta Cramboy, raggruppato insieme all'EP No Tears. 

## Tracce
Side 1
1. East – 4:28
2. Jinx – 5:34
3. • • • – 1:05
4. Music #1 – 3:47
5. Victims of the Dance – 5:48
6. Incubus (Blue Suit) – 3:50

Side 2
1. Desire – 7:06
2. Again – 6:20
3. In the Name of Talent (Italian Western Two) – 6:02
4. Holiday for Plywood (Holiday for Strings) – 5:38

## Formazione
- Steven Brown - sassofoni, tastiera, voce
- Peter Dachert (Peter Principle) - basso, chitarra, sintetizzatore, programmazioni
- Blaine L. Reininger - violino, chitarra, tastiera, voce
- Winston Tong - voce, cori